# Liaison montante
Pour les articles homonymes, voir Uplink.

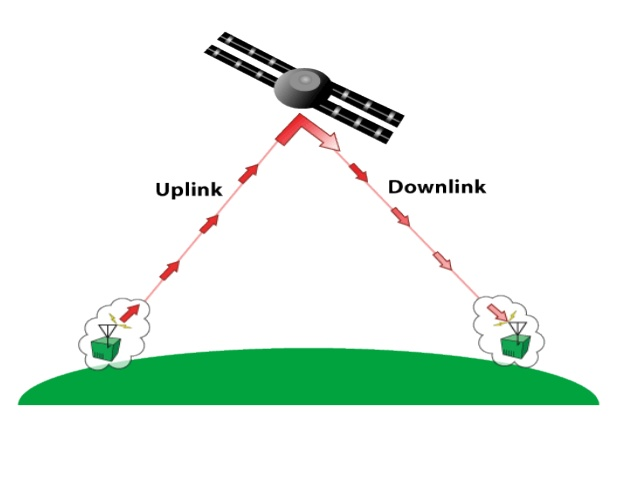
Liaison montante et liaison descendante

Liaison montante (en anglais uplink) est une expression relative aux transmissions satellitaires (télédiffusion, télécommunications, Internet par satellite...).
Elle concerne le canal et le sens des signaux ou données provenant d'une station au sol vers le satellite.
Ce terme est aussi utilisé pour désigner les liaisons radio uplink (dans le sens : terminal vers la station de base) des réseaux de téléphonie mobile, par exemple : UMTS et LTE.
Il est également utilisé, en concurrence avec le terme anglais « uplink », pour désigner le sens de transmission « abonné vers réseau » des accès à internet par ADSL, fibre (FTTH) ou câble coaxial (DOCSIS).